# Tjeerd van Bekkum
Tjeerd van Bekkum (Drachten, 16 november 1966) is een Nederlands bestuurder en voormalig politicus. Hij was wethouder van Berkel en Rodenrijs (2002-2005) en burgemeester van Marum (2005-2012) en Smallingerland (2012-2017).

## Biografie
Van Bekkum is geboren en getogen in Drachten en ging naar het Ichthus College aldaar waar hij zijn diploma behaalde. Hij studeerde bedrijfskunde aan de Rijksuniversiteit Groningen waarna hij onder meer werkzaam was als beleidsmedewerker van de VVD-Tweede Kamerfractie en als politiek adviseur van de staatssecretaris van verkeer en waterstaat. In 2002 werd hij wethouder van de toenmalige gemeente Berkel en Rodenrijs en drie jaar later keerde Van Bekkum terug naar het noorden in verband met zijn benoeming per 1 september 2005 tot burgemeester van de gemeente Marum.
Vanaf 13 september 2012 was Van Bekkum burgemeester van de gemeente Smallingerland. Per 15 juli 2017 verruilde hij deze baan voor die van directeur van de organisatie van Leeuwarden-Fryslân 2018. Sinds maart 2019 is Van Bekkum voorzitter van het Oranjewoud Festival. In september 2019 stopte hij als directeur van Leeuwarden-Fryslân 2018 en sindsdien is hij actief als consultant vanuit zijn eigen adviesbureau.
Daarnaast is Van Bekkum actief als consultant bij Van Ede & Partners in Zwolle waar hij zich bezig houdt met loopbaancoaching en crisismanagement. Verder houdt hij zich bezig als begeleider met retraites en is sinds 1 februari 2021 zakelijk leider van CityProms. Kort voor de Tweede Kamerverkiezingen 2021 heeft hij zijn VVD-lidmaatschap opgezegd.
Van Bekkum is getrouwd en heeft twee zoons.